# Stenzengreith
Stenzengreith là một đô thị thuộc huyện Weiz thuộc bang Steiermark, nước Áo. Đô thị Stenzengreith có diện tích 13,13 km², dân số thời điểm cuối năm 2005 là 512 người.